# Кармен Барт
Кармен Барт (англ. Carmen Barth; 13 вересня 1912 — 18 вересня 1985) — американський боксер, олімпійський чемпіон 1932 року. 

## Аматорська кар'єра
Олімпійські ігри 1932
- 1/4 фіналу. Переміг Мануеля Круза (Мексика)
- 1/2 фіналу. Переміг Еместа Пірса (Південно-Африканська Республіка)
- Фінал. Переміг Амадо Асара (Аргентина)